# Raymond Roy Johnson
Raymond Roy Johnson ( * 1932 -) es un botánico estadounidense, que desarrolló actividades académicas en el "Arizona State College", de Tempe.

## Algunas publicaciones
- 1962. An annotated check list of the mammals, amphibians and reptiles of the Tonto National Monument, Gila County, Arizona . ISBN B0007HJTKI
- 1969. Monograph of the plant genus Porophyllum (Compositae, Helenieae). The University of Kansas science bulletin. ISBN B0007FL6ZG

### Libros
- edwin harris Colbert; raymond roy Johnson. 1985. The Petrified Forest Through the Ages: 75th Anniversary Symposium. Bulletin Series 54. 91 pp. ISBN 0-89734-056-6

- La abreviatura «R.R.Johnson» se emplea para indicar a Raymond Roy Johnson como autoridad en la descripción y clasificación científica de los vegetales.[2]